# Шлепин, Дмитрий Кузьмич
Дмитрий Кузьмич Шлепин (25 сентября 1904, Пожнище,  Псковская губерния, Российская империя — 13 августа 1980, Брянск, РСФСР, СССР) — советский военный деятель, генерал-майор артиллерии (20.04.1945).

## Биография
Родился 25 сентября 1904 года  в деревне  Пожнище, ныне в Псковском районе, Псковская область, Россия. Русский.

## Военная служба
В апреле 1921 года добровольно вступил рядовым бойцом в 1-й  ЧОН им. Нахимсона, службу проходил в штабе ЧОН в Петрограде.
С августа 1921 года по август 1923 года учился на Петроградско-Смольнинских командных пехотных курсах. После их окончания был направлен город Архангельск, где был командиром пулеметного взвода в 29-м стрелковом полку 10-й стрелковой дивизии ЛВО.
С сентября 1925 года находился на учебе во 2-й Ленинградской артиллерийской школе. В 1926 году вступил в ВКП(б). По ее окончании с сентября 1929 года служил в 106-м артиллерийским полку РГК ПриВО в городах Пенза и Куйбышев, занимая должности командира взвода, начальника разведки учебного дивизиона, помощника командира и командира учебной батареи, начальника штаба и командира артиллерийского дивизиона, помощника командира полка по материально-техническому обеспечению.
В октябре 1937 года направлен на Дальний Восток помощником командира по материально-техническому обеспечению 215-го артиллерийского полка РГК 1-й отдельной Краснознаменной армии (ст. Раздольная). В этой должности участвовал в боях у озера Хасан.
С августа 1938 года служил в штабе армии, исполняя должность помощника начальника 1-го отделения, затем помощника начальника 4-го отделения по укрепленным районам.
В октябре 1939 года переведён в ПриВО, где был назначен помощником командира по материально-техническому обеспечению 546-го корпусного артиллерийского полка 63-го стрелкового корпуса в город Саратов.
В 1939 году окончил два курса факультета вечернего обучения Военной академии РККА им. М. В. Фрунзе.
С ноября 1940 года исполнял должность заместителя командира, затем командира 571-го артиллерийского полка 154-й стрелковой дивизии в городе Ульяновск. С 15 июня полк был передислоцирован в район станции Конотоп и сосредоточился в Батуринском лагере для участия в проводимых военно-мобилизационных маневрах.

### Великая Отечественная война
С началом войны в прежней должности, 154-я стрелковая дивизия форсированным маршем вышла в район города Гомель и, войдя в состав 21-й армии Западного фронта, заняла оборону по восточному берегу реки Сож. В июле 1941 года 571-й артиллерийский полк в ходе развернувшегося Смоленского сражения вел ожесточенные бои на жлобинском направлении. Отразив наступление превосходящих сил противника, части дивизии 13 июля совместно с другими соединениями армии освободили город Жлобин.
В ноябре 1941 года Шлепин назначен начальником артиллерии формирующейся в ПриВО 354-й стрелковой дивизии. В конце ноября дивизия была передислоцирована в район станции Химки Московской области, где вошла в состав 16-й армии Западного фронта. В ходе битвы под Москвой дивизия участвовала в Клинско-Солнечногорских оборонительной и наступательной операциях, а с конца января 1942 года в ходе общего наступления Красной армии — в Ржевско-Вяземской наступательной операции. Летом и осенью 1942 года она в составе 20-й и 31-й армий Западного фронта вела наступательные и оборонительные бои на ржевском направлении, участвовала в Ржевско-Сычевской наступательной операции. В сентябре в боях в районе Сычевки Шлепин был ранен. В феврале 1943 года 354-я стрелковая дивизия была передислоцирована в район города Елец, где вошла в состав 65-й армии Центрального фронта. Летом и осенью 1943 года в ходе Курской битвы и битвы за Днепр дивизия участвовала в Орловской и Черниговско-Припятской наступательных операциях, в форсировании рек Десна, Сож, Днепр.
В ноябре полковник Шлепин назначается командующим артиллерией сначала 19-го, а с марта 1944 года — 105-го стрелковых корпусов в составе 65-й армии 1-го Белорусского фронта. В этих должностях участвовал в Гомельско-Речицкой и Калинковичско-Мозырской наступательных операциях.
С июня 1944 года он исполнял должность заместителя командующего артиллерией 65-й армии, которая в составе 1-го Белорусского фронта участвовала в Белорусской наступательной операции.
С августа 1944 года и до конца войны командовал 2-й артиллерийской дивизией прорыва РГК. До середины октября она вела боевые действия на 3-м Прибалтийском фронте, затем входила в состав 61-й армии 1-го Прибалтийского фронта, с конца декабря — 3-й и 49-й армий 2-го Белорусского, а с конца апреля 1945 года — 1-го Белорусского фронтов. Участвовала в освобождении Прибалтики, северной Польши, в Восточно-Прусской, Восточно-Померанской и Берлинской наступательных операциях, в разгроме померанской, данцигской и берлинской группировок противника.
За время войны комдив Шлепин был шесть раз персонально упомянут в благодарственных в приказах Верховного Главнокомандующего.

### Послевоенное время
После войны генерал-майор артиллерии Шлепин служил в ГСОВГ, продолжая командовать этой же артиллерийской дивизией.
С января 1946 года в составе этой же группы войск командовал артиллерией 4-го гвардейского стрелкового корпуса.
С февраля 1946 года назначен командиром 14-й артиллерийской дивизии прорыва.
В июле 1946 года направлен в МВО на должность командира 7-й гвардейской пушечно-артиллерийской дивизии 9-го артиллерийского корпуса АРВК в город Владимир.
В 1947 году избран депутатом Верховного Совета РСФСР по Красногорбатскому избирательному округу Владимирской области.
В 1948 году окончил ВАК при  Артиллерийской академии им. Ф. Э. Дзержинского.
С декабря 1953 года назначен заместителем командующего артиллерией управления Таврического ВО.
С мая 1956 года — командующий артиллерией 45-го особого стрелкового корпуса ОдВО.
с декабря 1956 года — заместитель командующего артиллерией управления СКВО.
С июля 1959 года находился в распоряжении командующего войсками СКВО.
В марте 1960 года генерал-майор артиллерии Шлепин был уволен в запас.
С 1961 года по 1970 год директор совхоза «Победа» Захаровского района Рязанской области.
В 1966 году был  избран делегатом XXIII съезда КПСС.

## Награды
- два ордена Ленина (29.05.1945[6], 05.11.1946[7])
- четыре ордена Красного Знамени (06.10.1943[8], 09.02.1944[9], 03.11.1944[7], 15.11.1950[7])
- орден Кутузова II степени (25.09.1944)[10]
- орден Красной Звезды (30.01.1943)[11]

медали в том числе:
- - «За оборону Москвы»
  - «За победу над Германией в Великой Отечественной войне 1941—1945 гг.»(31.07.1945)[12]
  - «За взятие Кёнигсберга»
  - «За взятие Берлина»(18.10.1945)[13]
  - «Ветеран Вооружённых Сил СССР»

Приказы (благодарности) Верховного Главнокомандующего в которых отмечен Д. К. Шлепин.
- За овладение штурмом столицей Советской Латвии городом Рига – важной военно-морской базой и мощным узлом обороны немцев в Прибалтике. 13 октября 1944 года. № 196.
- За прорыв сильно укрепленной оборону немцев на южной границе Восточной Пруссии, вторглись в её пределы и овладение городами Найденбург, Танненберг, Едвабно и Аллендорф — важными опорными пунктами обороны немцев. 21 января 1945 года. № 239.
- За овладение городом Черск — важным узлом коммуникаций и сильным опорным пунктом обороны немцев в северо-западной части Польши. 21 февраля 1945 года. № 283
- За овладение городами Бытув (Бютов) и Косьцежина (Берент) — важными узлами железных и шоссейных дорог и сильными опорными пунктами обороны немцев на путях к Данцигу. 8 марта 1945 года. № 296
- За овладение городом и крепостью Гданьск (Данциг) — важнейшим портом и первоклассной военно-морской базой немцев на Балтийском море. 30 марта 1945 года. № 319.
- За полное овладение столицей Германии городом Берлин – центром немецкого империализма и очагом немецкой агрессии. 2 мая 1945 года. № 359.